# Sousa (Brazylia)
Sousa – miasto w Brazylii, w zachodniej części stanu Paraíba. 

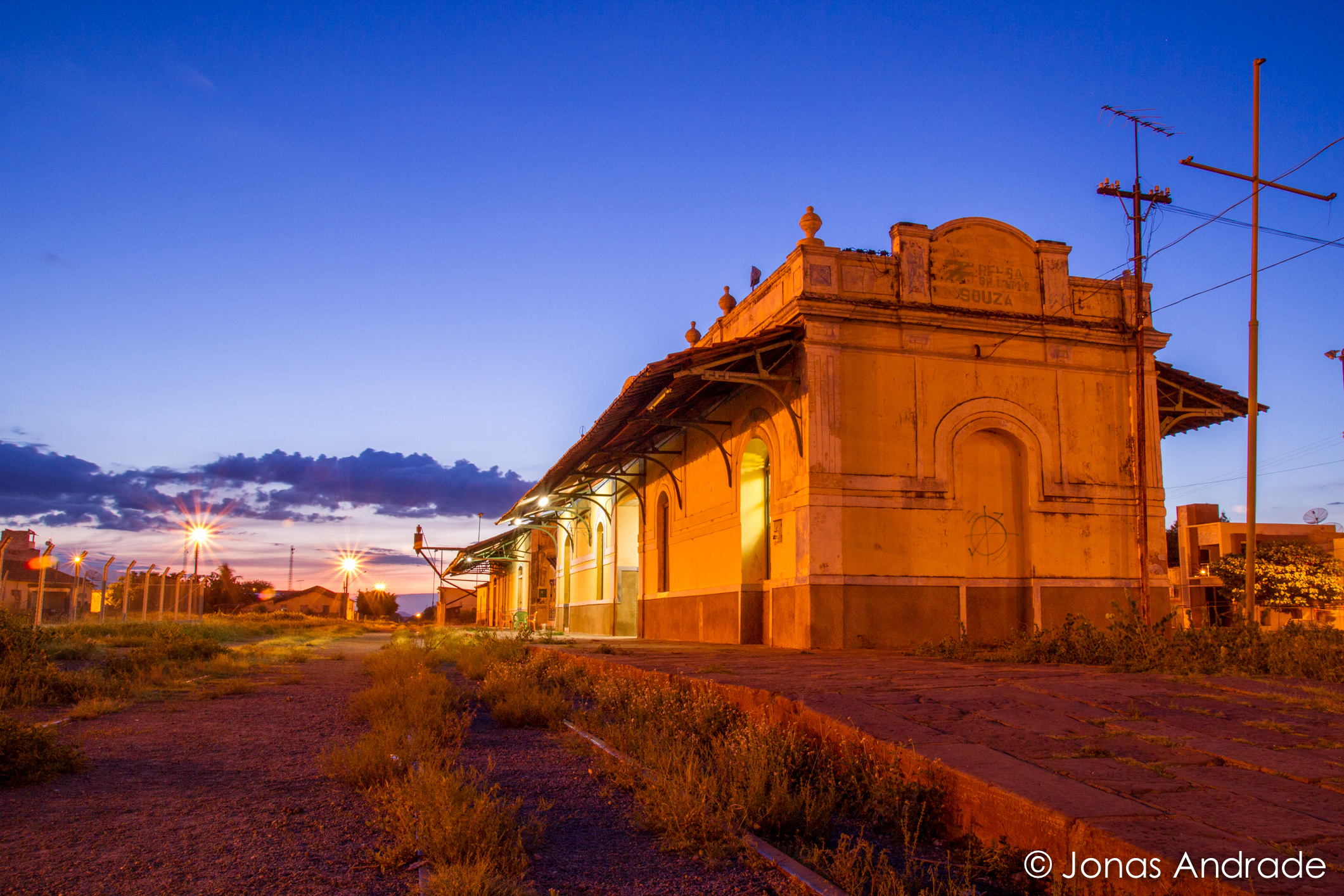
Stacja kolejowa Sousa

## Opis
Miejscowość została założona w 1776 roku. Przez miasto przebiega droga krajowa transamazońska BR-230, PB-391 i linia kolejowa. 

## Demografia

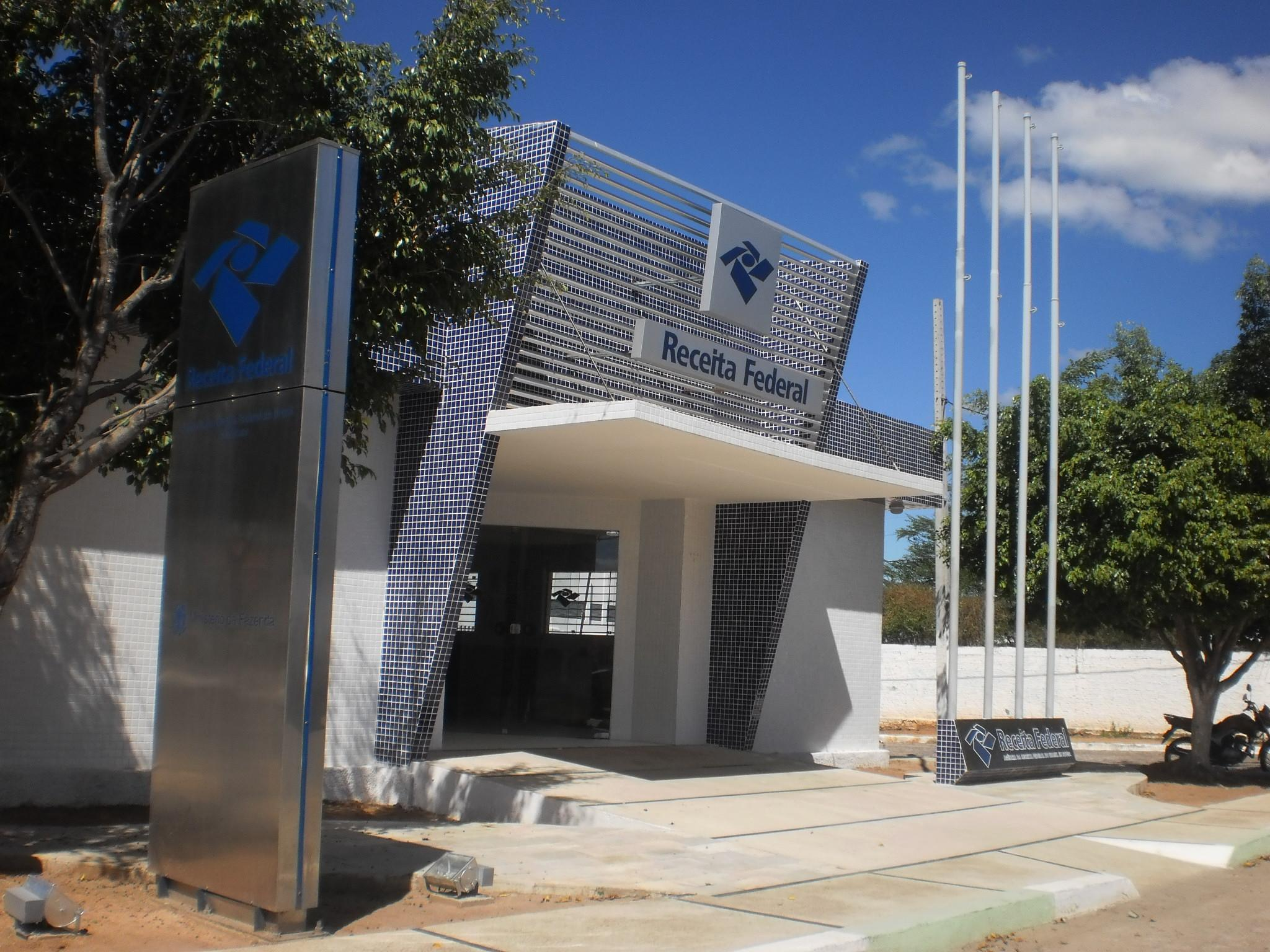
Agencja Federalna Sousa

## Zabytki
- Matriz de Sant'Ana - Kościół katolicki[1].

## Atrakcje turystyczne
- Valley of the Dinosaurs - Dolina dinozaurów[2].